# Plavy (železniční zastávka)
Plavy jsou železniční zastávka v obci Plavy. Zastávka leží na železniční trati Železný Brod – Tanvald. V roce 2018 zde končily některé osobní vlaky, další zde zastavovaly na znamení. Stavěly zde i všechny rychlíky.

## Historie
Zastávka s názvem Plaw byla otevřena 1. prosince 1883 jako přestavěný strážní domek. Kvůli velkým přepravním nárokům byla rozšířena v letech 1896 a následně 1932, kdy budova získala stávající velikost.
V roce 2015 proběhla rekonstrukce, při níž došlo k výstavbě nového moderního nástupiště s výškou hrany 550 mm.

## Popis
Zastávka se skládá z dnes již neobsazené přízemní budovy s přístřeškem s lavičkami a nástupiště lemovaného modrým zábradlím.
Přístup do žádné části zastávky není bezbariérový. V zastávce je instalován informační systém INISS dálkově řízený z nádraží Liberec.
Na jihovýchodním konci zastávky je světelně zabezpečený přechod pro chodce a o několik metrů dále i železniční přejezd přes silnici I/10. U přejezdu se nachází zastávka příměstské autobusové dopravy s názvem Plavy,,žel.st.[zdroj?]